# Вальзее (замок)
Вальзее (нем. Schloss Wallsee) — дворцово-замковый комплекс, расположенный в ярмарочной коммуне Вальзее-Зиндельбург, в округе Амштеттен, в земле Нижняя Австрия. В средние века здесь располагался каменный замок. Свой современный вид сооружение приобрело в XIX веке. Комплекс до сих пор остаётся в частном владении. По своему типу относится к замкам на вершине.

## Расположение
Замок находится на возвышенности на южном берегу Дуная к юго-восток от города Линц.

## История

### Ранний период
С древнейших времён данное место находилось на пути важных торговых маршрутов: по течению Дуная с запада на восток и по суше с севера Европы на юг. В замковом парке были обнаружены остатки римского поселения I-IV веков. На холме на месте современного замка должен был в ту эпоху существовать форт, охраняемый легионерами или как минимум смотровая башня, с которой можно было наблюдать за приближением германских варваров с северного берега. Однако археологические раскопки не проводились и достоверных сведений о каких-либо фортификационных укреплениях на месте замка до XIV века не имеется.

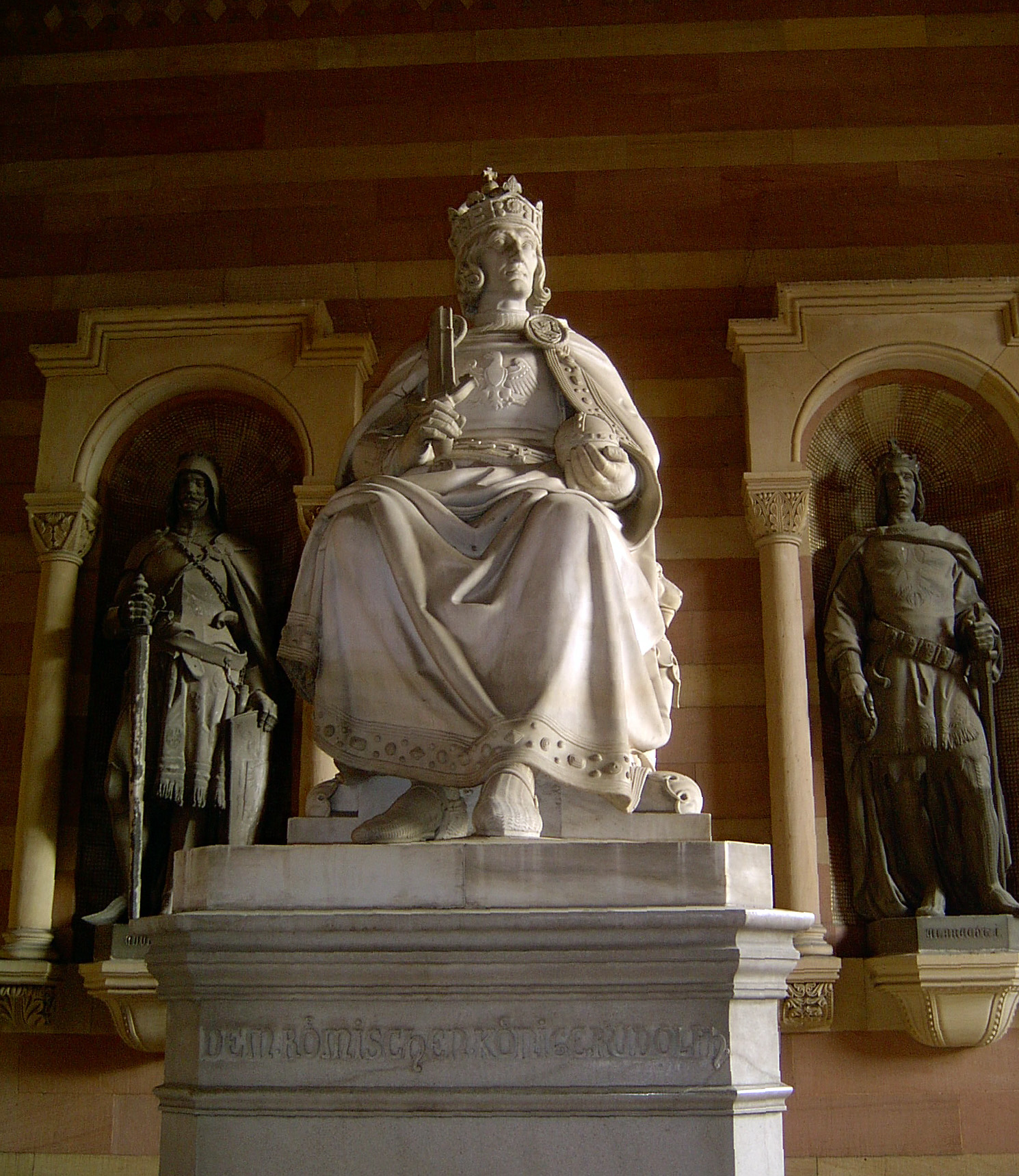
Статуя Рудольфа фон Габсбурга

### Средние века
Первый замок был построен в эпоху правления Генриха VI между 1368 и 1388 годами. Основателями крепости стала семья фон Вальзее (или фон Вальдзеер). Многие мужчины этого рода являлись министериалами при могущественной династии Гогенштауфенов. Исторической родиной рыцарей фон Вальзир была Швабия. В земли Австрии они прибыли в свите короля Германии Рудольфа фон Габсбурга, основателя Габсбургской монархии. Скорее всего, именно в XIV веке основную крепость обнесли снаружи глубоким рвом, который мог заполняться водой. Попасть внутрь сооружения можно было только по подъёмному мосту. Перед ним построили дополнительные фортификационные сооружения: форбург.
Семье фон Вальзее (линия Вальзее-Эннс) за рыцарскую службу в качестве феода были выделены два имения: Зиндельбург и Зоммерау. Они находились в непосредственной близости от сегодняшнего замка и обеспечивали владельцам неплохой доход.
Пика своего могущества род Вальзее-Эннс достиг при Райнпрехте II (1364-1422). Этот аристократ  занимал многие важные должности в Австрийском герцогстве. Он был связан с графами фон Тибайн, которым принадлежала почти вся Истрия. Благодаря этому Райнпрехт II мог принимать участие в голосовании депутатов Рейхстага. При нём замок был расширен и превратился в престижную резиденцию.

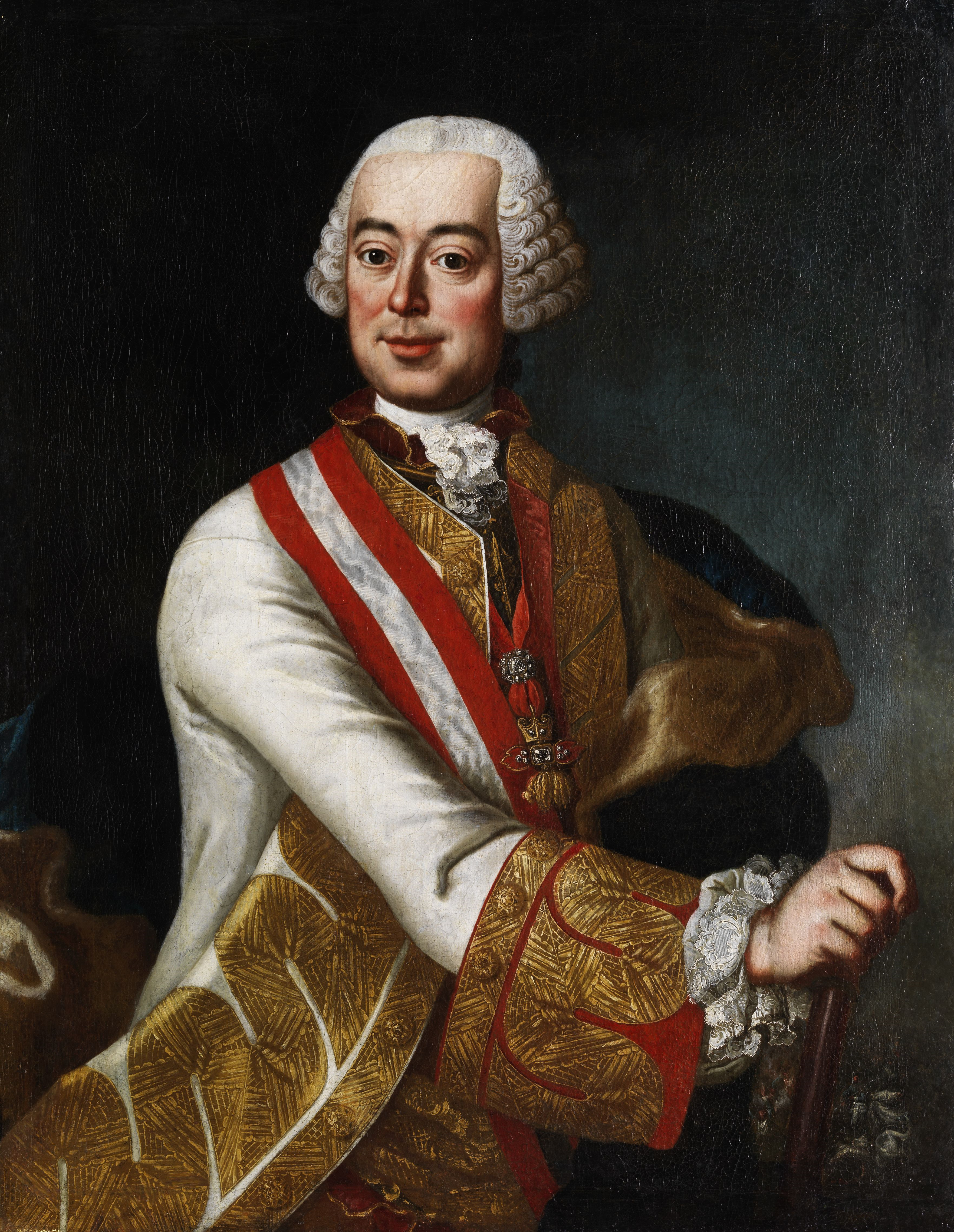
Граф Леопольд Йозеф фон Даун

Райнпрехт V фон Вальзее стал последним представителем своего рода по мужской линии. Он скончался в 1483 году. В связи с этим наследственные земли должны были вернуться к суверену, правителю Австрии. Однако дочь Райнпрехта V, Барбара, с 1469 года была замужем за Райнпрехтом фон Райхенбургом (1434–1505). В итоге этот дворянин и стал в итоге с разрешения императора Священной Римской империи Фридриха III новым владельцем комплекса и окружающих территорий. Однако в 1570 году род фон Райхенбург также пресёкся по мужской линии.

### Эпоха Ренессанса
С конца XVI по первую четверть XVII веков владельцы замка неоднократно менялись. Наконец в 1630 году комплекс приобрёл имперский полковник Генрих Гьяр де Сен-Жюльен. Его потомки щедро инвестировали средства в превращение крепости Вальзее в роскошную дворцовую резиденцию. Однако непомерные траты привели к тому, что владельцы радикально обновлённого замка залезли в огромные долги.
В 1755 году графу Николаусу фон Сен-Жюльену пришлось продать родовое имение со всеми постройками. К тому времени собственность уже находилась под принудительным управлением судебных приставов.
Покупателем стал граф Леопольд Йозеф фон Даун. В звании фельдмаршала он прославился как победитель над прусской армией в Колинское сражение. Несмотря на последующие неудачи австрийцев в ходе Семилетней войны, граф сумел сохранить пост главнокомандующего, получил звание генералиссимуса и обрёл большое влияние при дворе императора в Вене. Соответственно, в его распоряжении были внушительные средства, которые он решительно тратил на ремонт замка на берегу Дуная.
Леопольд Йозеф фон Даун распорядился не только начать капитальный ремонт Вальзее, но и реконструировать его. В частности, в замок провели водопровод. По тем временам это было невероятное инженерно-технологическое достижение. Причём вода поступала в здание по деревянным трубам. Лишь в 1895 их заменили чугунными.

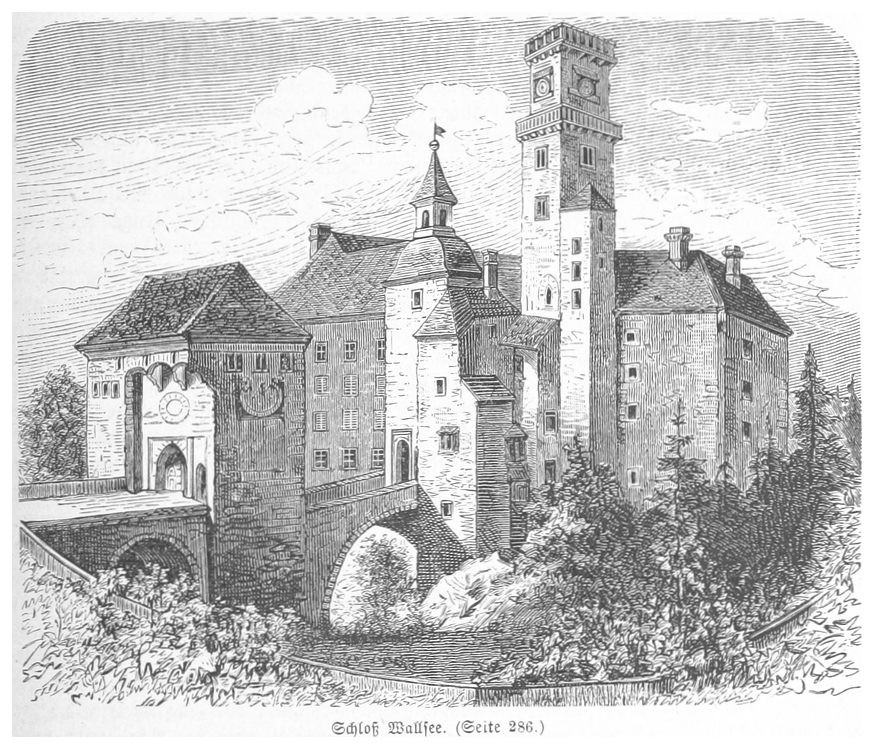
Замок на рисунке 1880 года

### XIX век
Внук Леопольда Йозефа фон Дауна умер бездетным. В очередной раз род владельцев Вальзее пресёкся. В в 1810 году вдова последнего представителя династии фон Даун продала замок графу Францу Карлу фон Вимпффену. Тот всего семь лет спустя уступил поместье и резиденцию молодой граф Маттиас Константин фон Викенбург.
В 1862 году Вальзее приобрёл герцог Эрнст Саксен-Кобург-Готский. Его племянник в 1895 году продал замок эрцгерцогине Марии Валерии Австрийской. Новая собственница была младшей дочерью императора Франца Иосифа I. Поскольку прежние владельцы редко проживали в замке, комплекс пришёл в упадок и нуждался в серьёзном ремонте.
Мария Валерия и её супруг, эрцгерцог Франц Сальватор Австрийский, немедленно распорядились начать капитальный ремонт здания, а также масштабную реконструкцию внутренних интерьеров. Фактически от прежнего комплекса остались только стены, потому что в ходе работ были заменены или полностью отремонтированы все окна, полы, двери и лестницы. При этом одновременно шла модернизация всех внутренних коммуникаций. В итоге Вальзее превратился не только в роскошную, но и максимально комфортную резиденцию того времени.

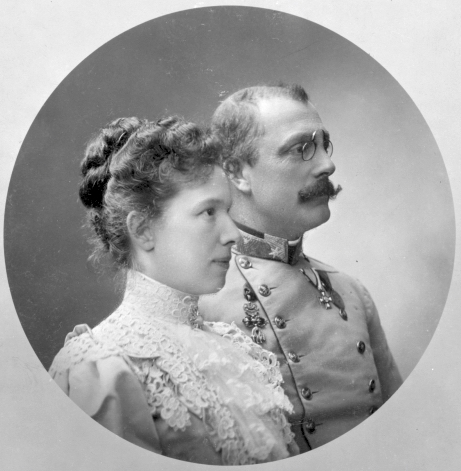
Марии Валерии Австрийской и её супруг Франц Сальватор Австрийский

### XX век
После поражения Австро-Венгерской империи в ходе Первой мировой войны власть Габсбургов была упразднена. Вена стала столицей парламентской республики. Однако Мария Валерия сохранила в собственности замок Вальзее и окружающий его парк. Правда с принятием закона об отмене дворянства ей пришлось отказаться от артикля «фон». С 1918 года она именовалась уже не принцессой и эрцгерцогиней, а гражданкой Марией Валерией Габсбург-Лотаринген.
Дочь последнего императора скончалась в любимом дворцово-замковом комплексе в 1924 году. Её муж умер через 15 лет. У супругов было двеять детей, из которых к тому времени были живы шестеро. Они и стали собственниками Вальзее.
В мае 1945 года в большом зале замка в оккупированной уже к тому времени войсками союзников Австрии состоялась встреча командующего американской армией генерал Паттон и советского маршала Толбухина.
После ухода советских войск представители семьи Габсбург-Лотаринген вернули под свой контроль Вальзее. Замок до сих пор принадлежит этой семье и используется как жилая резиденция.

### XXI век
В 2001 году Маргарета Валерия и инженер Андреас Габсбург-Лотринген взяли на себя управление замком Вальзее. В 2007 года он стал доступен для посещения туристами.

## Современно использование
Замок в настоящее время выполняет функцию культурно-выставочного центра. Здесь регулярно проводятся фестивали, рождественкие ярмарки, выставки и концерты. По специальной договорённости в исторических залах проводятся свадьбы, торжества и корпоративные мероприятия.

## Описание замка

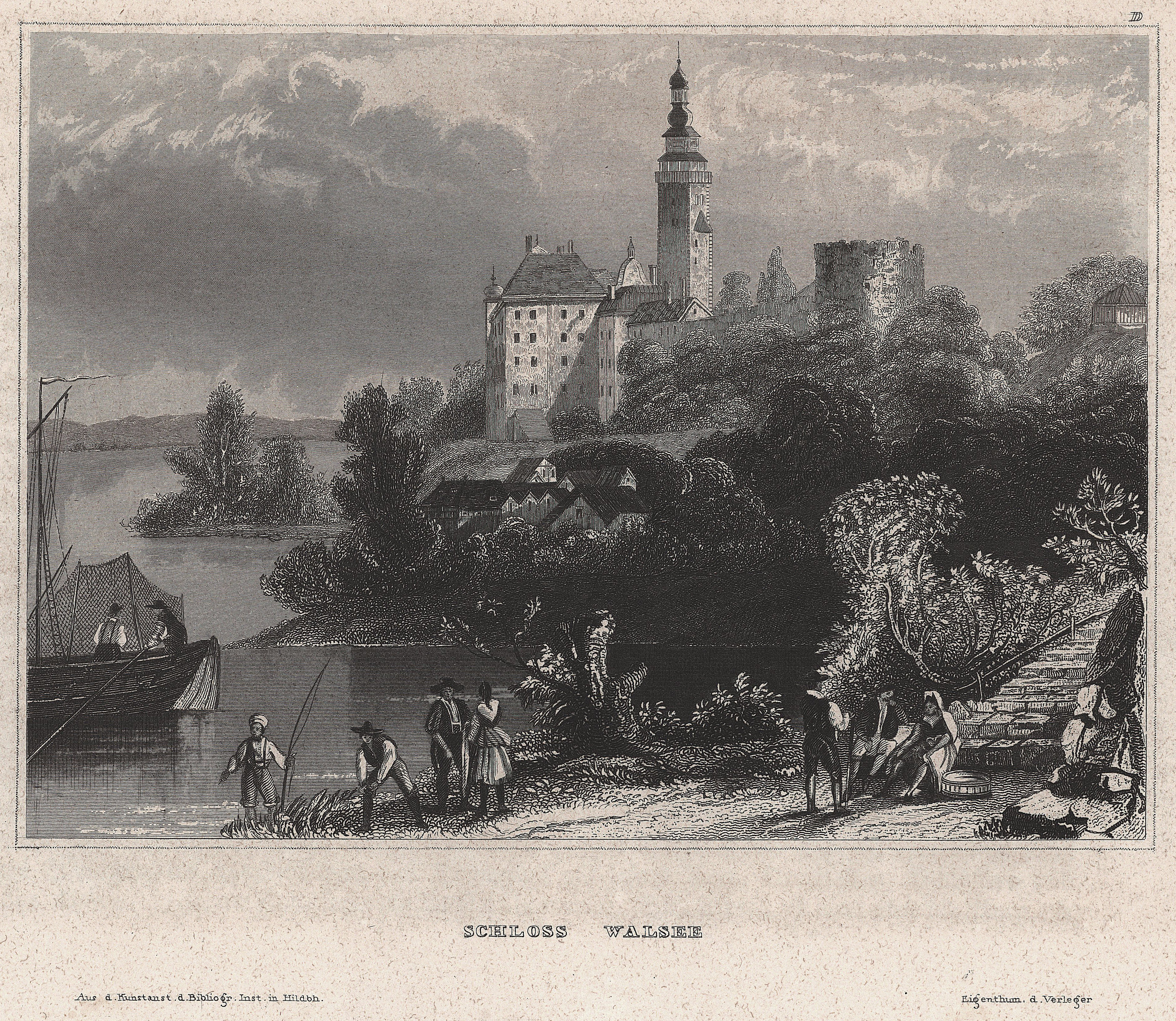
Замок на рисунке 1844 года

### Главная башня (бергфрид)
В ходе реконструкции XIX века потребовалось воссоздать прежнюю цитадель крепости. В итоге в юго-западном углу комплекса появился  квадратный донжон. В 1895 году ходе ремонтных работ его высота была поднята до 40 метров. Пятиугольное основание этой части замка датируется XIV веком. Переход их пятиугольного нижней части в квадратную башню считается одной из уникальных особенностей конструкции. Башню окружает галерея. В одну из стен вмонтированы часы. Издалека эта башня похожа на церковную. Первоначально её венчали зубцы, но в ходе последующих реконструкций она обрела современный вид.

### Замковый парк
Замок окружен обширным парком. В его юго-восточной части находится здание школы верховой езды, построенное в конце XIX века. Этот сооружение также построено в виде средневекового  объекта.

### Главные ворота
Главные ворота, которые ведут через внешний парк непостредственно к замку, были построены в 1895 годом. Над аркой создали большую мозаику. Надпись гласит: «Король Рудольф Габсбургский поручает замок братьям Эберхарду и Генриху фон Вальзее».

### Форбург
Через арочный шестиугольный проход можно войти во внешний двор замка. В средние века там были построены служебные и жилые помещения. Здесь жили солдаты гарнизона и располагались мастерские. Свой нынешний вид эти постройки обрели в XVII веке.
В прежние времена внешние оборонительные сооружения состояли из трёх линий. В каждой из них имелись собственные ворота. В ходе многочисленных перестроек все они были украшены барельефами и прочими украшениями.

### Основные стены
Высота внешних стен достигает 15 меров. В этой части укреплений около 1630 вход украсили лепным декором.

### Внутренний двор
Пространство внутри стен цитадели возникло не позднее XV века. Вход в эту часть комплекса также украсили лепниной в первой половине XVII столетия. Здесь разместили широкую лестницу, ведущую в покои владельца. На центральной площади выкопали глубокий колодец, который позволял солдатам гарнизона быть уверенными, что от жажды они не умрут. Сам колодец украшен остатками римских надгробий, найденных поблизости.

### Капелла
Капелла в позднеготическом стиле также появилась в ходе реконструкции конца XIX века. Данное сооружение стало семейной усыпальницей владельцев замка. Колокольня представляет собой трёхэтажное сооружение и имеет в основании неправильную пятиугольную форму. Внутри примечательны изящный ребристый свод и картина с распятием кисти Мартина Йоханна Кремзера-Шмидта.

## Галерея

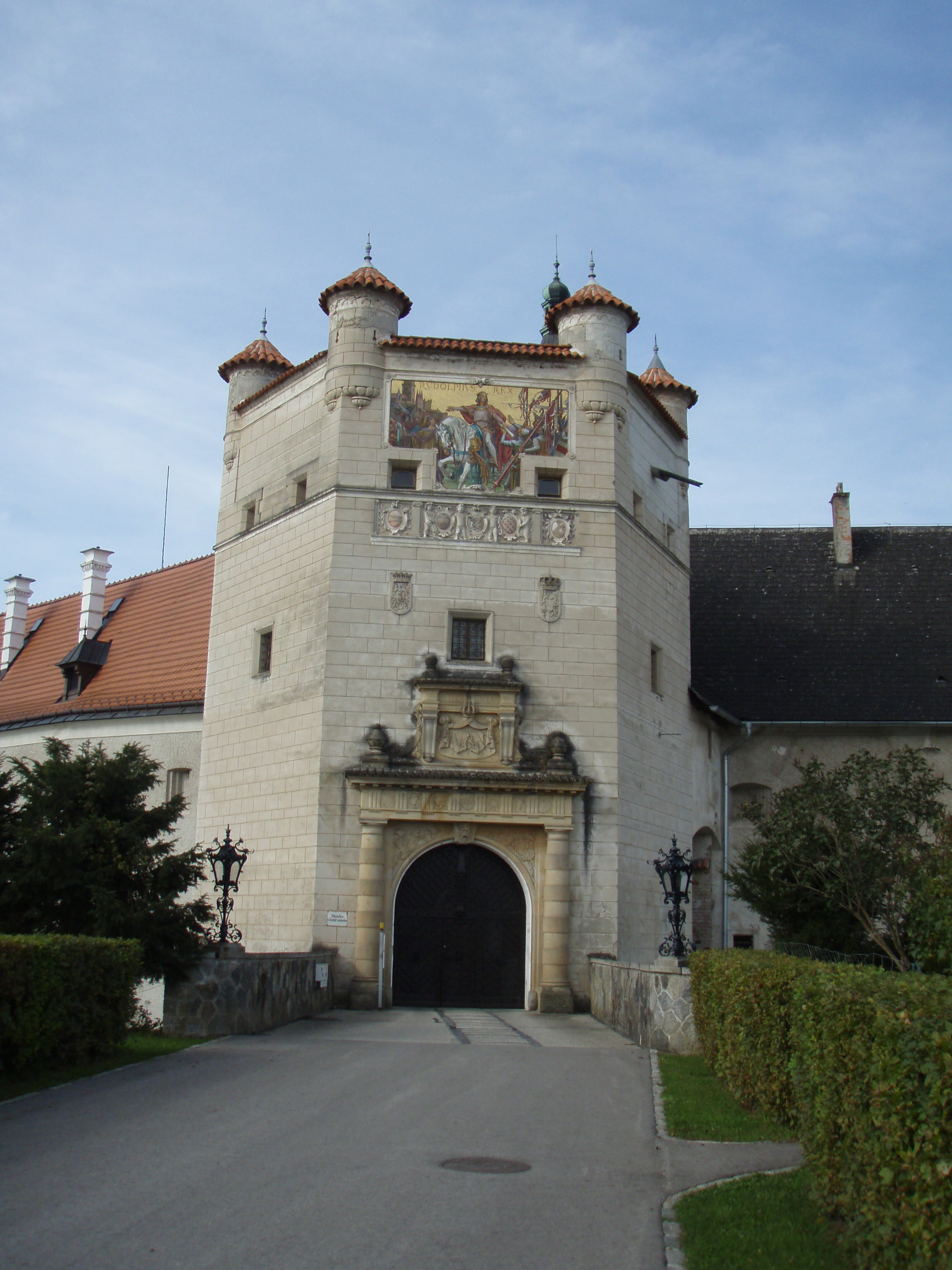
Главные ворота замка
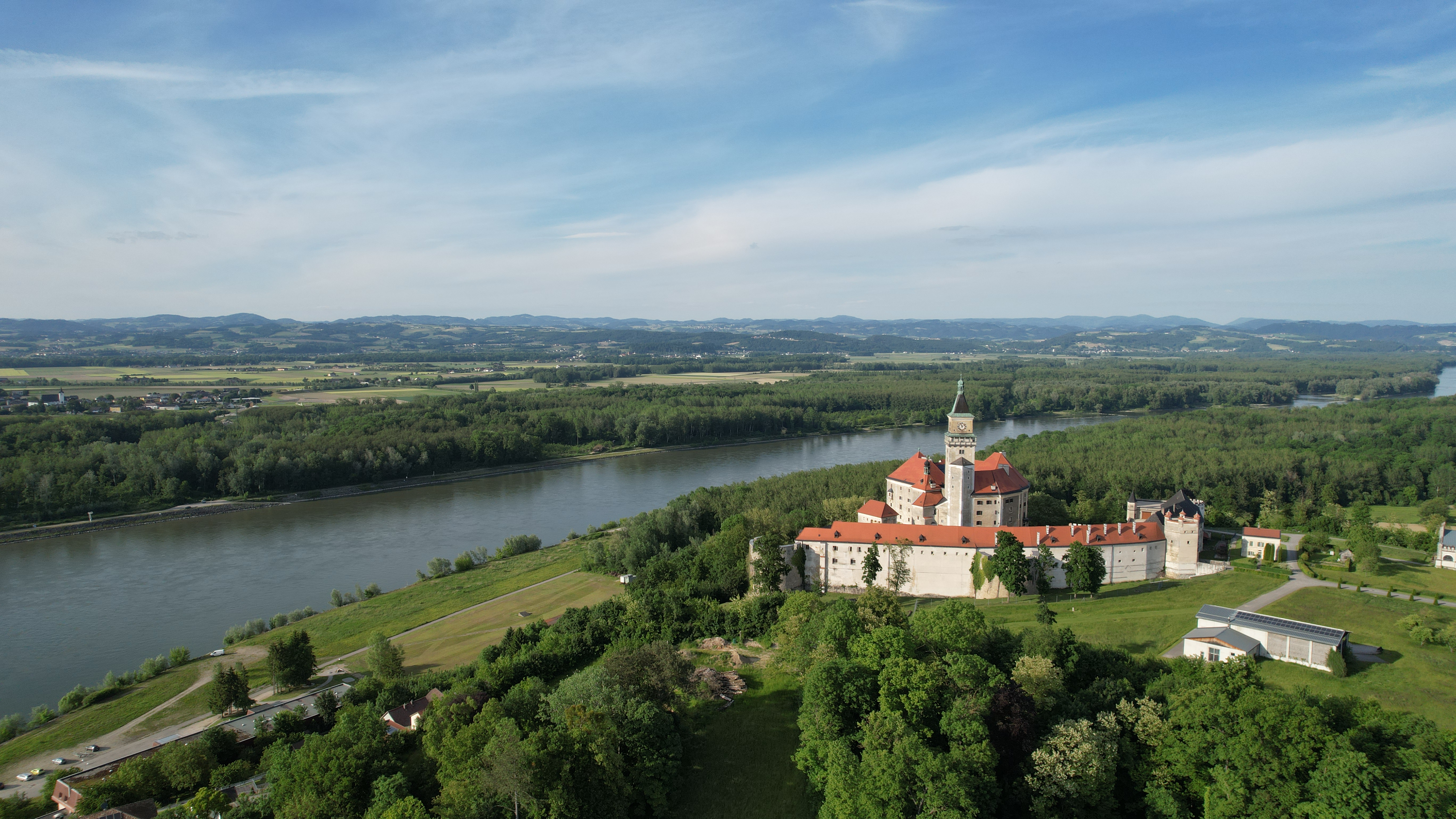
Вид замка на фоне Дуная
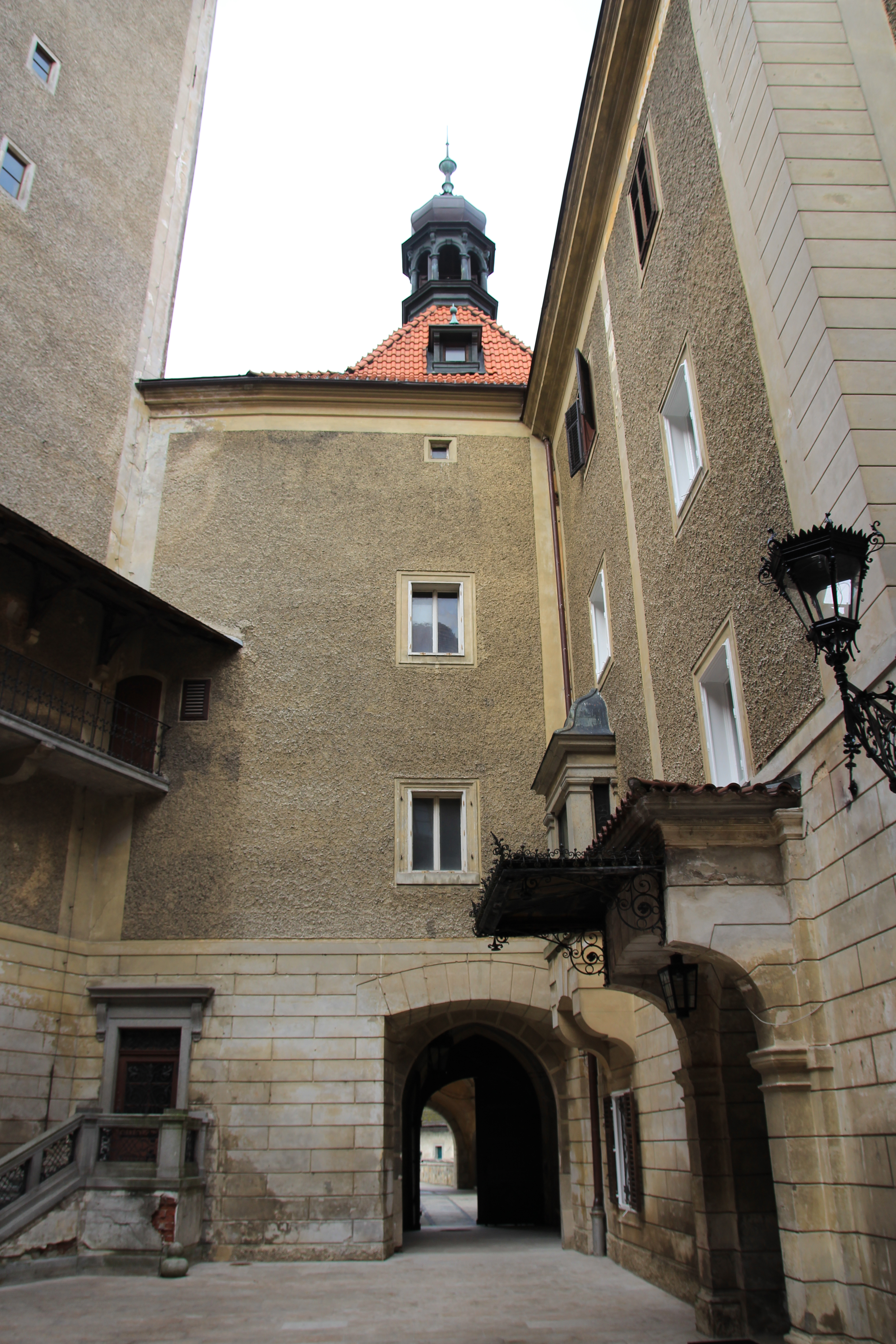
Внутренний двор замка
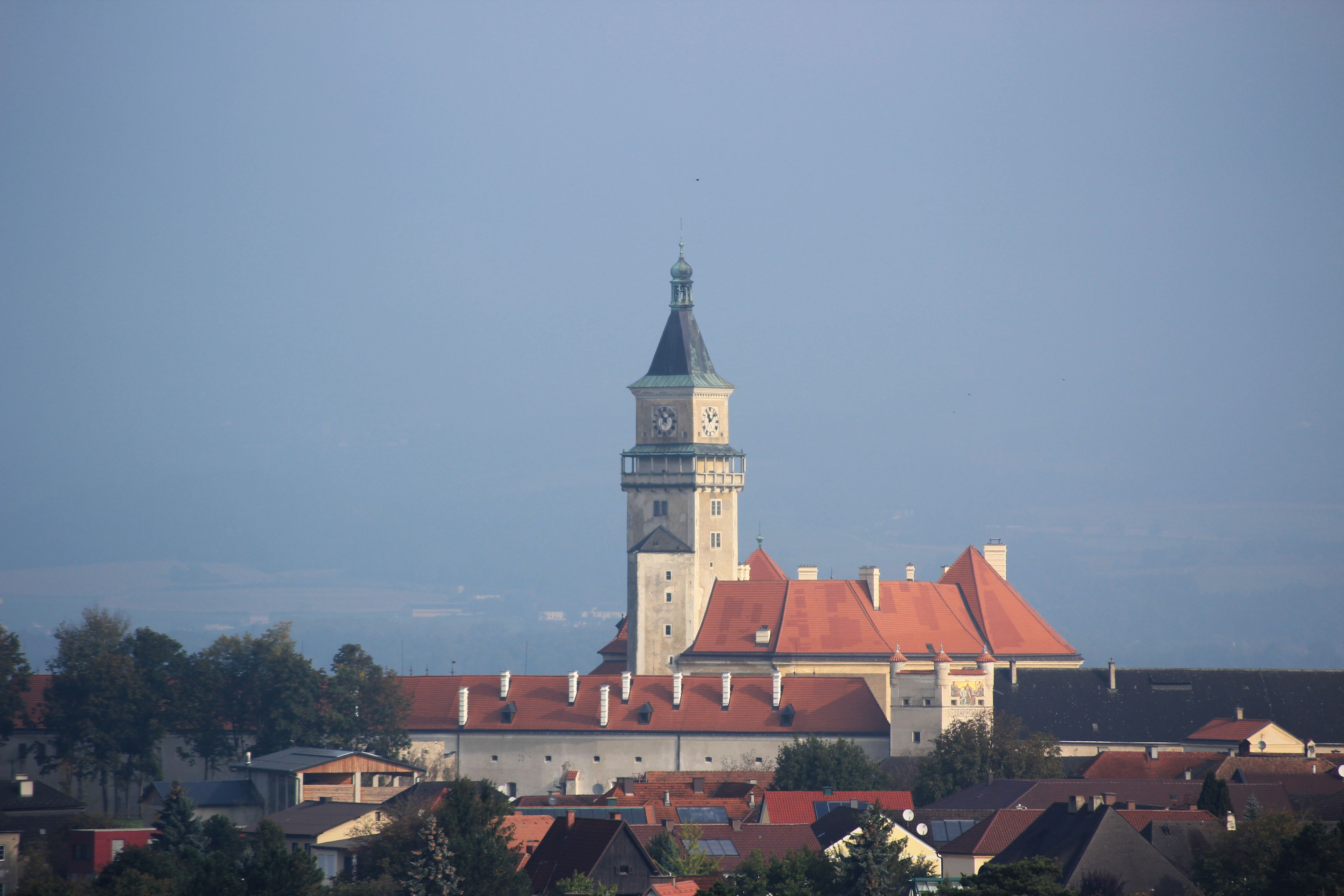
Общий вид замка с южной стороны
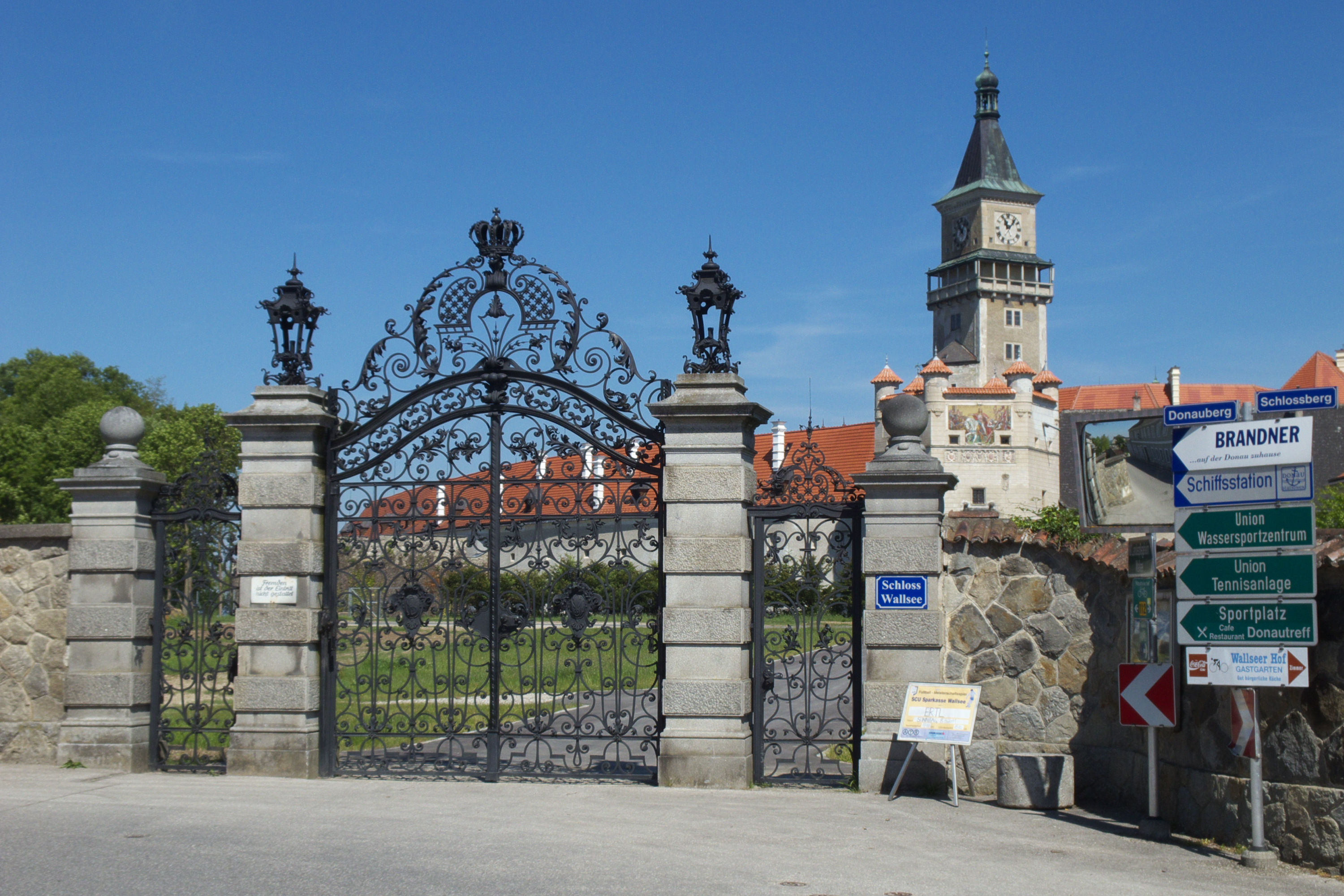
Ворота, ведущие в замковый парк